# اس‌ام‌اس گریف (۱۹۱۴)
اس‌ام‌اس گریف (۱۹۱۴) (به انگلیسی: SMS Greif (1914)) یک کشتی بود که طول آن ۱۳۱٫۷ متر (۴۳۲ فوت) بود. این کشتی در سال ۱۹۱۴ ساخته شد.